# Washington (Connecticut)
Pour les articles homonymes, voir Washington.
Washington est une ville située dans le comté de Litchfield, dans l'État du Connecticut (États-Unis). Lors du recensement de 2010, sa population s’élevait à 3 578 habitants.

## Géographie
Selon le Bureau du recensement des États-Unis, la superficie de la municipalité est de 38,64 milles carrés (100,08 km2), dont 38,07 milles carrés (98,6 km2) de terres et 0,57 milles carrés (1,48 km2) de plans d'eau (soit 1,48 %).

## Histoire
Washington devient une municipalité en 1779. Elle est nommée en l'honneur du président George Washington.

## Démographie
D'après le recensement de 2000, il y avait 3 596 habitants, 1 416 ménages, et 951 familles dans la ville. La densité de population était de 36,4 hab/km2. Il y avait 1 764 maisons avec une densité de 17,8 maisons/km2. La décomposition ethnique de la population était : 95,66 % blancs ; 0,16 % noirs ; 0,11 % amérindiens ; 1,56 % asiatiques ; 0,00 % natifs des îles du Pacifique ; 0,78 % des autres races ; 1,25 % de deux ou plus races. 2,14 % de la population était hispanique ou Latino de n'importe quelle race.
Il y avait 1 416 ménages, dont 28,0 % avaient des enfants de moins de 18 ans, 57,6 % étaient des couples mariés, 6,8 % avaient une femme qui était parent isolé, et 32,8 % étaient des ménages non-familiaux. 26,4 % des ménages étaient constitués de personnes seules et 10,9 % de personnes seules de 65 ans ou plus. Le ménage moyen comportait 2,42 personnes et la famille moyenne avait 2,94 personnes.
Dans la ville la pyramide des âges était 24,4 % en dessous de 18 ans, 6,0 % de 18 à 24, 23,9 % de 25 à 44, 29,9 % de 45 à 64, et 15,8 % qui avaient 65 ans ou plus. L'âge médian était 43 ans. Pour 100 femmes, il y avait 100,2 hommes. Pour 100 femmes de 18 ans ou plus, il y avait 92,9 hommes.
Le revenu médian par ménage de la ville était 65 288 dollars US, et le revenu médian par famille était 80 745 $. Les hommes avaient un revenu médian de 51 610 $ contre 35 337 $ pour les femmes. Le revenu par habitant de la ville était 37 215 $. 3,3 % des habitants et 2,7 % des familles vivaient sous le seuil de pauvreté. 1,5 % des personnes de moins de 18 ans et 9,3 % des personnes de plus de 65 ans vivaient sous le seuil de pauvreté.
| 1820  | 1850  | 1860  | 1870  | 1880  | 1890  |
| ----- | ----- | ----- | ----- | ----- | ----- |
| 1 487 | 1 832 | 1 659 | 1 563 | 1 590 | 1 633 |

| 1900  | 1910  | 1920  | 1930  | 1940  | 1950  |
| ----- | ----- | ----- | ----- | ----- | ----- |
| 1 820 | 1 747 | 1 619 | 1 775 | 2 089 | 2 227 |

| 1960  | 1970  | 1980  | 1990  | 2000  | 2010  |
| ----- | ----- | ----- | ----- | ----- | ----- |
| 2 603 | 3 121 | 3 657 | 3 905 | 3 596 | 3 578 |

## Personnalités
- Troy Scribner (1991-), joueur américain de baseball, né à Washington.